# Rudolf Gompper

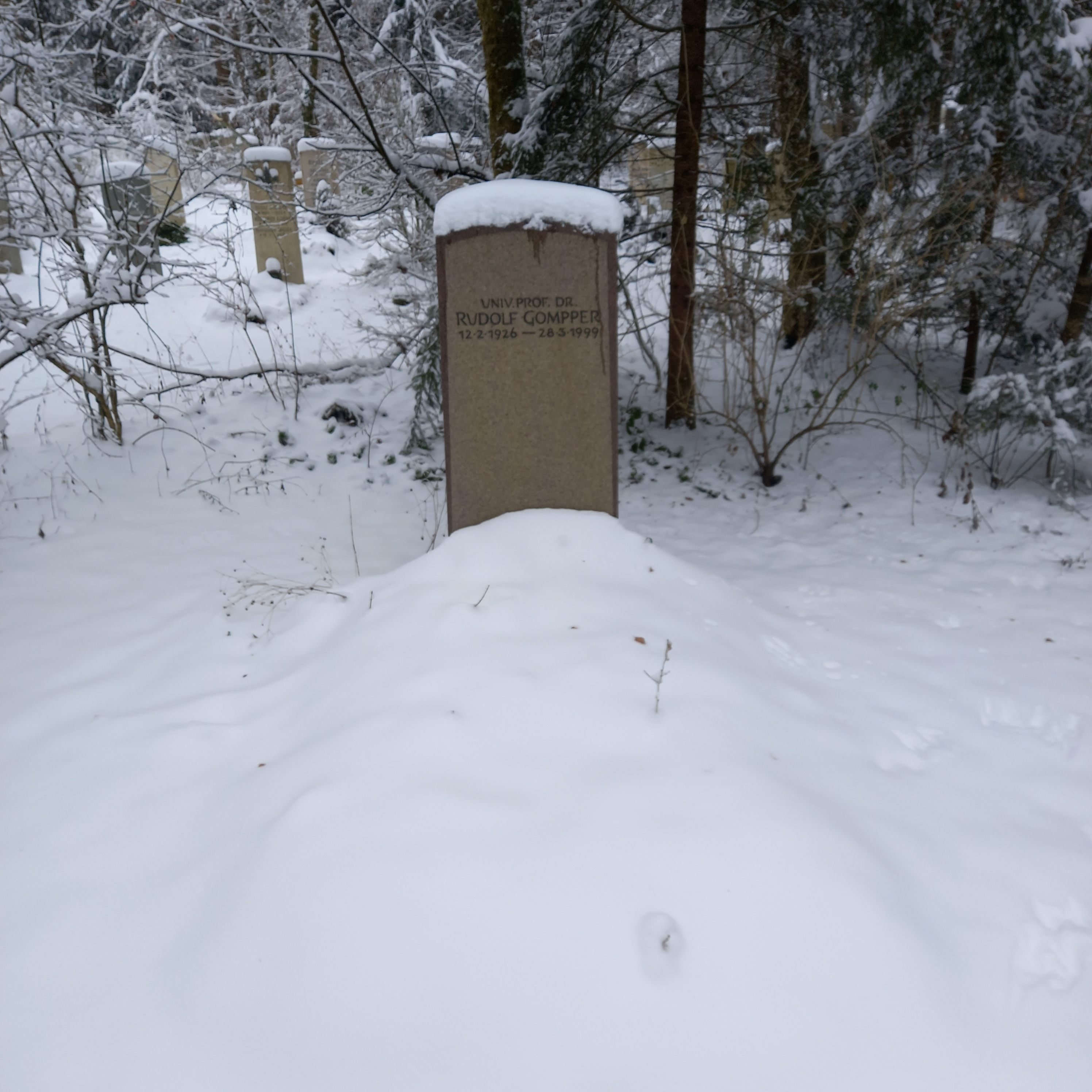
Das Grab von Rudolf Gompper auf dem Waldfriedhof (München)

Rudolf Gompper (* 12. Februar 1926 in Stuttgart; † 28. März 1999 in München) war ein deutscher Chemiker und Hochschullehrer.

## Werdegang
Zwar wurde Rudolf Christian Gompper in Stuttgart geboren, wuchs aber in Esslingen am Neckar auf. Er war der Sohn des Feinmechanikers Johannes Gompper und seiner Ehefrau Anna, geborene Mayer.
Nach dem Besuch der Grundschule (Volksschule) in Esslingen sollte der nun ca. 12 Jahre alte Junge in einer sog. Aufbauschule für die höhere Schule vorbereitet werden. Jene befand sich jedoch in Nürtingen. Gompper besuchte sie von 1938 bis 1943. Dann geriet er ins Räderwerk des Zweiten Weltkriegs; mit dem Jahr 1943 waren die militärischen Initiativen auf die Alliierten übergegangen. Nun wurde die deutsche Jugend rekrutiert.
Der junge Gompper wurde als Luftwaffenhelfer nach Friedrichshafen beordert; nebenbei wurde er von Februar 1943 bis Januar 1944 an der dortigen Oberrealschule unterrichtet. Im Sommer 1944 begann der obligatorische Reichsarbeitsdienst; jedoch wurde Gompper schon am 12. Juli 1944 zum Wehrdienst eingezogen.
Gompper geriet in Kriegsgefangenschaft.
Nach seiner Entlassung immatrikulierte er sich im Jahr 1946 an der Technischen Hochschule Stuttgart für das Studium der Chemie. Das dafür benötigte Reifezeugnis („Reifevermerk“) hatte er noch am 20. März 1944 von der Aufbauschule Nürtingen erhalten.
Am 16. Januar 1952 bestand er die Diplomchemiker-Hauptprüfung.
Anschließend begann er seine Doktorarbeit, betreut von Hellmut Bredereck (Januar 1952 bis Juni 1953). Die Dissertation (Juli 1953) hat den Titel Reaktionen des Formamids mit Halogenverbindungen und Synthesen in der Oxazolreihe.
1958 habilitierte er sich an derselben Hochschule mit der Schrift „Zur Struktur und Reaktivität der Carbonsäureamide“ für das Fach Organische Chemie. 1964 wurde er zum außerplanmäßigen Professor an der TH Stuttgart ernannt. Im Jahr 1965 erhielt er einen Ruf an die Ludwig-Maximilians-Universität München als außerordentlicher Professor am Institut für Organische Chemie. 1968 wurde er zum ordentlichen Professor für Organische Chemie ernannt.

## Leistungen
Rudolf Gompper war ein leidenschaftlicher Chemiker und akademischer Lehrer, der seine Begeisterung auf fortgeschrittene Chemiestudenten übertragen konnte. Vielseitig interessiert, las er in seiner Stuttgarter Zeit u. a. Werke von Bertolt Brecht. Seine Mitarbeiter animierte er zum Skisport und strebte dabei für sich Perfektion an.
Seine Forschungsinteressen kreisten um die Felder Chemische Synthese und Reaktionsmechanismen. Mindestens 355 Veröffentlichungen seiner Forschungsgruppe wurden registriert. Scholar Google listet über 600 Publikationen auf.
Seit seiner Doktorarbeit interessierte er sich für das Konzept der Ambifunktionalität, insbesondere für ambidente Verbindungen.
Viele Arbeiten befassten sich mit π-Elektronen-Systemen und dem Einfluss von Donor- und Acceptor-Substituenten auf die chemische Struktur und Reaktivität. Dies konnte zur Synthese stabiler Antiaromaten nutzbar gemacht werden, u. a. einem Derivat des labilen Cyclobutadiens. Organische Radikale konnten „stabilisiert“ werden. Aus diesen Studien wurde das Konzept der Allopolarisierung entwickelt.
Gompper gilt auch als einer der Pioniere der organischen Elektronik und der Synthese von konjugierten Polymeren.

## Ehrungen
- 1996: Verdienstkreuz 1. Klasse der Bundesrepublik Deutschland
- 2009: Rudolf-Gompper-Memorial-Lecture